# Ella Baché
Ella Baché — французький бренд професійної доглядової косметики, заснований 1936 року Еллою Баше — першою в історії жінкою-фармацевтом.

## Історія
Елла Баше народилася 17 листопада 1900 року в Будапешті, Угорщина.
У 1926 році вона закінчила Будапештський університет і стала однією з перших жінок-фармацевтів. Її творча душа захоплена доглядом за шкірою, і вона ставить собі за мету поставити науку на службу красі.
1929 — У розпал війни вона втекла з Угорщини та оселилася в Парижі разом зі своєю матір'ю. Оскільки косметики ще не існувало, у неї з'явилася амбіція створювати ефективні продукти, якими було б приємно користуватися, одночасно навчаючи жінок підтримувати красу своєї шкіри.
1930 — Вона запропонувала першу доглядову декоративну косметику для паризьких моделей.
1936 — Вона відкрила власний інститут за адресою 8 Rue de la Paix, де створила першу медичну косметологічну консультацію: діагностика шкіри та індивідуальний рецепт лікування. Вона також створила культовий томатний крем, перший засіб з додаванням AHA в косметику.
1941 — Завжди перебуваючи в пошуку інновацій, вона відкрила офіс і лабораторію в Нью-Йорку. Компанія розробляє етикетки першого складу з метою прозорості для споживачів. Майже за 30 років до створення INCI(міжнародний перелік косметичних інгредієнтів).
1951 — Маючи у своєму арсеналі лінію для видалення волосся гарячим воском MY EPIL, створено в 1930 році, Елла Баше робить процедуру видалення волосся ще більш доступною ‒ тепер жінка може користуватися воском і в домашніх умовах.
1958 — Елла Баше зіткнулася з науково-підтвердженою інформацією про те, що жир палтуса ефективно абсорбує мертві клітини, як промоклий папір і, з часом, розчиняє їх. Так народився славетний крем Інтекс. Крем з жиром палтусу, що увірвався у ринок та продовжує бути одним з хітів бренду
1960 — Вона створила Revitalizer, перший подвійний механічний і хімічний пілінг, який зробив революцію на етапі підготовки шкіри.
1979 — Її далекоглядний дух змусив її зацікавитися молекулою, яка все ще була маловідомою, і розробив Elastogel, перший продукт на основі гіалуронової кислоти, який сьогодні стоїть біля витоків лінійки HYDRA-REPULP.
1990 — Елла цікавиться передовими технологіями та розробляє Sonocare, перше обладнання для обличчя на основі ультразвуку, попередник лабораторії SKINTEX®, яка сьогодні використовується у всіх протоколах ELLA BACHÉ.